# 阿礼奴跪
阿礼奴跪（あれなこ、生没年不詳）は、雄略天皇代の日本使者。日本からの使者とあるから、日本人とみられる。

## 人物
『日本書紀』雄略二年七月条によると、455年に百済蓋鹵王が即位し、天皇は、阿礼奴跪を遣わして、女郎を送るように求めた。百済は、慕尼夫人の娘を飾らせて、適稽女郎と名づけて、天皇に奉った。
坂元義種は、「古訓アレトク。『奴跪』を共有する人名には『神功紀』四十九年条の『沙沙奴跪』、『欽明紀』五年条所引『百済本記』の『津守己麻奴跪』などがある。『跪』はいわゆる百済三書に特有の人名表記であろう。『奴』は『ド・ノ』甲類や『ヌ』の当て字であり、『跪』は『ク』。なお、『神功紀』四十七年夏四月条分註に『千熊長彦ハ、分明二其ノ姓ヲ知ラザル人ナリ。一ニ云ク、武蔵国ノ人ナリト。今ハ是レ額田部槻本首等ノ始祖ナリ。百済記ニ職麻那々加比跪（古訓：シマナナカヒク）ト云ヘルハ、蓋シ是レカ』とあり、『比跪』は『彦』に当たるので、『跪』は『子』に当てたものであろうか」とする。